# Kavitációs zsírbontás
A kavitációs zsírbontás egy műtéti beavatkozás nélküli kozmetikai eljárás, amely a kavitáció elvén működik. 

## Működési elve
A kavitációs zsírbontás (más néven ultrahangos zsírbontás) 4–10 MHz frekvenciájú ultrahanghullám segítségével apró buborékokat hoz létre a zsírsejtek közötti térben. Az ultrahanghullám a szövetet és szerveket érintetlenül hagyva kizárólag a zsírszövetre fejt ki hatást. A kavitáció hatására létrejövő buborékok  megroppantják a zsírsejtekben tárolt zsírcseppeket. A zsírcsepp alkotórészei (zsírsavak) folyékonnyá válnak, bekerülnek a nyirokáramba, majd távoznak a bélrendszeren keresztül.

## Különbségek más eljárásokhoz viszonyítva
A zsírleszívással ellentétben, ahol a zsírszövet sejtjei is roncsolódnak, a kavitációs zsírbontás nem invazív eljárás és nem roncsolja magukat a sejteket. Mivel a szervezet zsírfelhalmozását ezekkel az eljárásokkal nem lehet megállítani, a fő különbség a két eljárás eredménye között, hogy a zsírleszívás után a szervezet a zsírt más területeken található kötőszövetekben kezdi felhalmozni, míg az ultrahangos kezelés után a zsírlerakódás képes visszatérni a kezelt területre is.

## Ellenjavallatok
A kezelés ellenjavallt vérzékenységben szenvedők, a kezelendő terület közelében található implantátumokkal rendelkezők, valamint terhesek számára, továbbá a szoptatás alatt.